# Dallmann Nunatak
Dallmann Nunatak – nunatak w Seal Nunataks u wschodnich wybrzeży Półwyspu Antarktycznego.
Dostrzeżony przez Carla Antona Larsena (1860–1924) w 1893 roku i nazwany początkowo Jason Insel. Zmapowany w 1902 roku przez Szwedzką Ekspedycję Antarktyczną pod kierownictwem Otto Nordenskjölda (1869–1928). Nazwany ku czci Eduarda Dallmanna (1830–1896), kierownika niemieckiej ekspedycji antarktycznej w latach 1873–1874. Zbadany przez Falkland Islands Dependencies Survey w 1947 roku. 